# Platinum (album, Mike Oldfield)
Platinum je páté studiové album britského multiinstrumentalisty Mika Oldfielda. Album vyšlo koncem roku 1979 (viz 1979 v hudbě). V britském žebříčku prodejnosti alb se dostalo v prosinci 1979 na 24. místo.
Platinum je první Oldfieldovo album, které netvoří pouze rozsáhlé kompozice zabírající celou stranu gramofonové desky, ale několik skladeb jak instrumentálních, tak i zpívaných. Titulní, téměř 20minutová skladba „Platinum“ tvoří první polovinu alba. Nejde však o jednu stopu (jako v případě předchozích Oldfieldových alb), ale o čtyři části s vlastními stopami, které na sebe plynule navazují.
Na druhé polovině alba se nacházejí instrumentální skladby „Woodhenge“ a „Punkadiddle“ a zpívané písničky „Sally“ (nebo „Into Wonderland“) a „I Got Rhythm“.
Zajímavostí tohoto alba je skutečnost, že existuje ve dvou verzích. První, ta původní, obsahuje písničku „Sally“. Po vyrobení asi 30000 desek byla tato skladba majitelem Virgin Records, Richardem Bransonem, označena jako nevhodná a dodatečně byla nahrazena písničkou „Into Wonderland“. Všechny CD verze již obsahují pouze „Into Wonderland“, i když na některých přebalech je chybně uvedena „Sally“. Varianta s „Into Wonderland“ pak také obsahuje přibližně o minutu delší následující skladbu „Punkadiddle“.
V Severní Americe bylo albu pojmenováno Airborn a vyšlo v únoru 1980. Bylo vydáno ve dvou verzích, jednodiskové kanadské a dvoudiskové americké. Kanadská varianta a první disk vydaný v USA jsou zcela shodné. Jedná se o album Platinum, na kterém byla instrumentální skladba „Woodhenge“ nahrazena diskotékovou instrumentálkou „Guilty“. Druhý disk, který byl vydán pouze ve Spojených státech, obsahuje živou koncertní verzi první části Tubular Bells a mix koncertní a studiové verze části Incantations.

## Skladby

### Původní vydání
1. „Platinum Part 1: Airborn“ (Oldfield) – 5:05
2. „Platinum Part 2: Platinum“ (Oldfield) – 6:06
3. „Platinum Part 3: Charleston“ (Oldfield) – 3:17
4. „Platinum Part 4: North Star / Platinum Finale“ (Oldfield, Glass) – 4:49
5. „Woodhenge“ (Oldfield) – 4:05
6. „Sally“ (Oldfield / Oldfield) – 5:01
7. „Punkadiddle“ (Oldfield) – 4:56
8. „I Got Rhythm“ (George Gershwin, úprava Oldfield / Ira Gershwin) – 4:44

### Upravené vydání
1. „Into Wonderland“ (Oldfield / Oldfield) – 3:46
2. „Punkadiddle“ (Oldfield) – 5:47
3. „I Got Rhythm“ (George Gershwin, úprava Oldfield / Ira Gershwin) – 4:44

### Airborn

#### Disk 1
1. „Platinum Part 1: Airborn“ (Oldfield) – 5:05
2. „Platinum Part 2: Platinum“ (Oldfield) – 6:06
3. „Platinum Part 3: Charleston“ (Oldfield) – 3:17
4. „Platinum Part 4: North Star / Platinum Finale“ (Oldfield, Glass) – 4:49
5. „Guilty“ (Oldfield) – 3:48
6. „Into Wonderland“ (Oldfield / Oldfield) – 3:46
7. „Punkadiddle“ (Oldfield) – 5:47
8. „I Got Rhythm“ (George Gershwin, úprava Oldfield / Ira Gershwin) – 4:44

#### Disk 2
1. „Tubular Bells Part One (Live)“ (Oldfield) – 23:40
2. „Incantations (Studio & Live)“ (Oldfield) – 19:26

## Obsazení
- Mike Oldfield – akustická kytara, westernová kytara, elektrická kytara, marimba, piano, syntezátory, vibrafon, zpěv a vokály
- Francisco Centeno – basová kytara
- Sally Cooper – trubicové zvony
- Demelza – conga
- Neil Jason, Hansford Rowe – kontrabas
- Justin Lawes, Nico Ramsden – klávesy
- Pierre Moerlen – bicí, vibrafon
- Morris Pert, Allan Schwartzberg – bicí
- Wendy Roberts – zpěv